# Gerrit Noordzij
Gerrit Noordzij (Rotterdam, 2 de abril de 1931 – Meppel, 17 de março de 2022) foi um tipógrafo, designer de fontes e escritor holandês. 
Tornou-se professor de letras e caligrafia na Royal Academy of Art de Haia em 1960. Motivado a tornar os tipos acessíveis aos seus alunos, identificou o traço da caneta como a ideia central na confecção de formas de letras. O que começou como um método para tornar seus alunos melhores em design gráfico cresceu, em várias iterações e publicações, em uma abordagem abrangente ao design de tipos. O cubo de contraste tornou-se um modelo icônico de suas ideias.
Noordzij reconheceu desde cedo as possibilidades do computador no design de tipos. Ele incentivou seus alunos não apenas a estudarem as canetas e seus formatos, mas também a adotarem uma visão crítica sobre a criação de ferramentas digitais (e a realização de contas). Quando Noordzij se aposentou em 1990, seus métodos eram usados em aulas de tipo e workshops em todo o mundo. Seu livro The Stroke foi traduzido (entre outros) em inglês, alemão, francês, italiano, espanhol, português, coreano, croata e russo. O livro tem sido a base prática e teórica do mestrado da KABK TypeMedia há mais de vinte anos.

## Biografia
Noordzij nasceu na cidade de Rotterdam, em 1931. Iniciou a carreira como designer gráfico e aprendiz de encadernador. Fez desenhos, xilogravuras, gravuras em cobre e inscrições em pedra e vidro, além ilustração em livros. Em 1956 foi contratado pela editora Querido, de Amsterdã, onde trabalhou por dois anos desenhando diversos livros e capas de livros. A maioria dos livros publicados por Uitgeverij van Oorschot, a partir de 1978, também foram desenhados por Noordzij, e muitos de seus designs de tipos se originaram no design dessas capas dessas obras. Ele até escreveu programas de computador para a Canon. Noordzij escreveu e editou o Letterletter, um jornal em inglês para ATypI sobre tipografia.
De 1960 a 1990, Noordzij foi professor de design tipográfico na Academia Real de Belas Artes de Haia. De 1970 até sua aposentadoria, em 1990, foi diretor do programa de redação e letras do departamento de design gráfico.

## Tipografia
Noordzij introduziu seu próprio método de ensino de tipografia e design de tipos na Academia Real de Belas Artes, baseado em seu sistema teórico ′O traço da caneta′. Ele apresentou esse sistema em um livreto chamado The stroke of the pen: fundamental aspects of western writing (1982), e o desenvolveu no livreto holandês De Streek: Theorie van het schrift (1985) (que foi traduzido para o inglês em 2005, chamado The Stroke: Teoria da Escrita). Embora este modelo teórico diga respeito principalmente à palavra escrita, Noordzij aplica-o também aos tipos impressos, ao definir a tipografia como “escrita com caracteres pré-fabricados”. É uma análise da construção dos formatos das letras, descrevendo como a maioria dos tipos de impressão têm suas raízes na caligrafia (ou seja, caneta de ponta larga, caneta pontiaguda).[2][3] O método de ensino de design de tipos na Royal Academy ainda hoje é amplamente baseado no modelo teórico de Noordzij, já que vários de seus ex-alunos são agora professores do departamento.

## Morte
Noordzij morreu em 17 de março de 2022, em Meppel, aos 90 anos.